# Mifepriston
Mifepriston ist eine künstlich hergestellte organische chemische Verbindung, die Wirkung als Progesteron- und Glukokortikoid-Rezeptorantagonist zeigt. Es hemmt die Wirkung des Gestagens Progesteron dadurch, dass es eine fünfmal höhere Affinität für die Rezeptoren dieses Hormons hat, aber keine Wirkung am Rezeptor auslöst. Außerdem blockiert es die Rezeptoren für Glukokortikoide durch eine dreifach höhere Affinität gegenüber Dexamethason.
In der Gynäkologie findet Mifepriston in Kombination mit den Prostaglandinen Gemeprost oder Misoprostol Verwendung bei der Herbeiführung eines Schwangerschaftsabbruchs. Es ist der Wirkstoff der ersten sogenannten Abtreibungspille RU-486, die inzwischen unter dem Namen Mifegyne vertrieben wird. Mifepriston wird auch als Langzeittherapeutikum des Hyperkortisolismus im Rahmen eines Cushing-Syndroms verwendet.

## Anwendungsgebiete

### Schwangerschaftsabbruch
Mifepriston ist der Wirkstoff in der „Abtreibungspille“ (Handelsname: Mifegyne) und wird bei einem medikamentösen Schwangerschaftsabbruch eingesetzt. Ein Schwangerschaftsabbruch mit Mifepriston gilt als kostengünstigere Alternative zum gynäkologischen Eingriff, da weniger Infrastruktur und medizinisches Fachpersonal erforderlich sind. Die Sicherheit und Wirksamkeit von Mifepriston hängt stark von der richtigen Anwendung und Nachsorge ab. Ohne adäquaten Zugang zu medizinischer Betreuung können dennoch Risiken auftreten.
Die Abtreibungspille ist nicht mit der Pille danach zu verwechseln, bei der es sich um ein Mittel zur postkoitalen Empfängnisverhütung handelt.
Die Einnahme von Mifepriston in der Schwangerschaft führt innerhalb von 48 Stunden zum Öffnen des Muttermundes und zur Ablösung der Gebärmutterschleimhaut. Nach 36 bis 48 Stunden wendet die Schwangere ein Prostaglandin an, beispielsweise Gemeprost oder Misoprostol. Die Prostaglandintabletten werden entweder eingenommen oder in die Scheide eingeführt. Dies bewirkt, dass sich die Gebärmutter zusammenzieht, es wird ein künstlicher Abort ausgelöst und die Frucht wird ausgestoßen. Mifepriston ist während der ganzen Schwangerschaft wirksam, hat laut Studien jedoch die höchste Wirksamkeit und Sicherheit bei der Einnahme vor dem 49. Tag. In diesem Zeitraum liegt die Wirksamkeit bei etwa 87 bis 92 %, wobei das Risiko für einen unvollständigen Abbruch mit steigendem Schwangerschaftsalter zunimmt. Dies kann eine zusätzliche medizinische oder chirurgische Intervention erforderlich machen.
Die Wirkung auf den Muttermund ist auch bei nicht schwangeren Frauen gegeben und wird vor bestimmten gynäkologischen Eingriffen genutzt.

### Cushing-Syndrom
In der Behandlung des Cushing-Syndroms soll Mifepriston als Glucocorticoid-Rezeptorantagonist wirken. Die Blockade des Rezeptors unterdrückt die Anbindung des natürlichen Liganden Cortisol und infolgedessen auch seine Wirkung.
Außerdem wird es zur Behandlung einer (sekundären) Hyperglykämie verwendet, wenn der erhöhte Blutzuckerspiegel durch hohe Cortisolspiegel im Blut (Hyperkortisolismus) verursacht wird. Dies tritt im Rahmen eines endogenen Cushing-Syndroms auf.
Jedoch werden durch diese Behandlung lediglich Symptome gelindert, da die eigentliche Ursache der Krankheit primär chirurgisch behandelt wird. 2012 wurde der Wirkstoff unter dem Präparatenenamen Korlym von der FDA zugelassen zur Behandlung von Patienten, bei denen keine Operation möglich oder diese nicht ausreichend ist.

## Entwicklung und späte Zulassung
Anfang der 1980er Jahre forschte ein Team des französischen Chemiekonzerns Roussel-Uclaf an einem synthetischen Molekül, das bei hormonbedingten Erkrankungen helfen sollte. Sie synthetisierten RU-38486, die 38486. Verbindung, die in den Labors des Konzerns hergestellt wurde – der Name wurde zu RU-486 abgekürzt. Étienne-Émile Baulieu entdeckte, dass RU-486 das Hormon Progesteron hemmen kann. Bereits vor der Zulassung erregte RU-486 Aufsehen: Teile der Frauenbewegung begrüßten die Entwicklung des Wirkstoffs, Abtreibungsgegner liefen dagegen Sturm. Zunächst bewilligte Claude Evin, Frankreichs Minister für Solidarität, Gesundheit und sozialen Schutz, am 23. September 1988 den Einsatz von Mifepriston in den rund 800 Abtreibungskliniken des Landes. Einen Monat nach Markteinführung zog es der Vorstand aus politischen Gründen (Reaktionen aus religiösen Kreisen) zurück und erst auf Anordnung des Gesundheitsministers (36,25 % gehörten dem Staat) wurde es wieder begrenzt erhältlich. Selbst zur Forschung nach weiteren Indikationen wurde Mifepriston weltweit fast nicht abgegeben. In Deutschland weigerte sich die Hoechst AG beharrlich, eine Zulassung ihres Wirkstoffes zu beantragen, und trug u. a. vor, dass sie einen Boykott ihrer Produkte befürchte.
1997 übertrug Hoechst die Rechte an dem Wirkstoff unentgeltlich an den ehemaligen RU-Vorstand und Erfinder Edouard Sakiz. 1998 erfolgte die Zulassung in Großbritannien und Schweden. In Deutschland wurde Mifepriston am 22. November 1999 zugelassen. Die Schweiz und andere europäische Länder folgten, die USA im September 2000.
Die Einnahme für den Schwangerschaftsabbruch wurde ursprünglich bis zur 7. Schwangerschaftswoche (49. Tag) nach Beginn der letzten Menstruation zugelassen, in Großbritannien und Schweden bis zum 63. Tag. 2007 ordnete die EU-Kommission den Mitgliedsstaaten eine Zulassungsänderung an, mit der das Anwendungsgebiet auf den Schwangerschaftsabbruch bis zur 9. Woche (63. Tag) – bei anschließender Verwendung eines Prostaglandinanalogs – EU-weit vereinheitlicht wurde. In der Schweiz gilt die Zulassung bis zum 49. Tag. Für medizinisch notwendige Abbrüche ist Mifepriston (oft in Kombination mit Misoprostol) auch später in der Schwangerschaft zugelassen. Sogenannte Off-Label-Anwendungen wie eine andere Dosierung oder bei anderen Indikationen wie Endometriose (Wucherung der Gebärmutterschleimhaut) sind möglich.
Nach § 47a des deutschen Arzneimittelgesetzes darf dieses Arzneimittel nur direkt an bestimmte Einrichtungen, in denen Schwangerschaftsabbrüche vorgenommen werden, und nur auf Verschreibung eines dort behandelnden Arztes abgegeben werden. Es darf nicht über die Apotheke in Verkehr gebracht werden. In Österreich darf Mifepriston seit Juli 2020 auch von niedergelassenen Frauenärzten zum Zweck des Schwangerschaftsabbruchs abgegeben werden.

## Synthese
Die Synthese beginnt bei 3,3-(Ethylendioxy)estra-5(10),9(11)-dien-17β-on (I) und startet mit einer Grignard-Reaktion. Hierzu wird zunächst 1-Brompropin mit Magnesium zu 1-Propinylmagnesiumbromid (II) umgesetzt. Die Reaktion verläuft unter Tetrahydrofuran als Lösemittel. Die Grignard-Reaktion verläuft am Carbonylkohlenstoff der Ketogruppe. Nach dem gebildeten Grignard-Komplex wird mit Wasser und Säure aufgearbeitet, sodass sich eine Hydroxygruppe und eine Propinylgruppe bildet. Im nächsten Schritt wird 3,3-(Ethylendioxy)-17β-(propin-1-yl)estra-5(10),9(11)-dien-17β-ol (III) mit Wasserstoffperoxid zu einem Epoxid oxidiert. Es entsteht 3,3-(Ethylendioxy)-17β-(propin-1-yl)-5α,10α-epoxyestra-9(11)-en-17β-ol (IV). Es folgt eine weitere Grignard-Reaktion. Hierzu wird 4-Brom-N,N-dimethylanilin mit Magnesium zu 4-(N,N-Dimethyl)-anilin-magnesiumbromid (V) umgesetzt. Wieder wird der Ether Tetrahydrofuran zur wasserfreien Verarbeitung als Lösemittel eingesetzt. Dieses Mal wird die Grignard-Reaktion nicht an einer Carbonylgruppe durchgeführt, sondern an der noch bestehenden Doppelbindung von Verbindung (IV). Diese kann nach Binden des Dimethylaminophenyl-Rests umklappen, sodass das Epoxid aufgelöst wird. So entsteht 11β-(4-Dimethylaminophenyl)-3,3-(ethylendioxy)-17β-(propin-1-yl)estra-9-en-17β-ol (VI). Im letzten Schritt erfolgt mittels Salzsäure eine saure Hydrolyse eines Ketals. Hierzu wird eines der Sauerstoffatome des Ketals protoniert. Der Ring öffnet sich und die entstehende positive Ladung wird zunächst durch eine Doppelbindung ausgehend des gebundenen Sauerstoffs auf diesen verschoben. Durch Angriff des Wassers und eine Protonenübertragung spaltet sich Ethandiol ab. Nach Rückbildung des Katalysators entsteht ein Keton.

## Gegenanzeigen
Bei Patienten mit Nierenversagen oder Leberversagen, chronischer Nierenschwäche, schwerem oder unzureichend behandeltem Asthma bronchiale sowie starkem Untergewicht ist die Behandlung mit dem Wirkstoff nicht erlaubt. Ab dem 64. Tag einer Schwangerschaft nach dem ersten Tag der letzten Regelblutung darf Mifepriston nicht mehr eingesetzt werden.

## Nebenwirkungen
Die meisten Nebenwirkungen sind nicht Mifepriston selbst, sondern dem im Rahmen eines Schwangerschaftsabbruchs ebenso verabreichten Prostaglandin (z. B. Misoprostol) zuzuschreiben.
Als leichte Nebenwirkungen können Übelkeit, Erbrechen, Durchfall, Kopfschmerzen, Hitzewallungen auftreten. Häufig bewirken die Gebärmutter-Kontraktionen mehr oder weniger starke Schmerzen. Starke Blutungen treten in etwa 5 % der Fälle auf und können in bis zu 1,4 % der Fälle eine Kürettage erforderlich machen. Über Infektionen wurde bei weniger als 5 % der Frauen berichtet. Während der Einleitung eines Schwangerschaftsabbruchs im zweiten Trimester oder der Einleitung von Wehen wegen Tod des Fetus in utero während des dritten Trimesters wurde in seltenen Fällen eine Uterusruptur nach der Prostaglandin-Aufnahme berichtet. Das betraf insbesondere Mehrfachgebärende oder Patientinnen mit Kaiserschnitt-Narbe.
Misserfolgsrate: 1,3 % bis 7,5 %. Eine teratogene Wirkung (Schädigung des Embryos) durch Mifepriston konnte nicht nachgewiesen werden, sie kann jedoch nicht völlig ausgeschlossen werden. 
Bei Misoprostol (Cytotec) wird sie angenommen. Deshalb wird Frauen in den ca. 1 % der Fälle, in welchen die Schwangerschaft sich weiter entwickelt, oft ein chirurgischer Abbruch empfohlen.

## Klage in den USA
Am 24. Juni 2022 hob der Oberste Gerichtshof der Vereinigten Staaten im Verfahren Dobbs v. Jackson Women’s Health Organization das Urteil Roe v. Wade auf; seitdem können die Legislativen der Bundesstaaten über die Legalität von Schwangerschaftsabbrüchen entscheiden (siehe Schwangerschaftsabbruch#Vereinigte Staaten).
Die „Alliance Defending Freedom“ (etwa Allianz zur Verteidigung der Freiheit) reichte danach als Rechtsvertreter der „Alliance for Hippocratic Medicine“ eine Klage gegen die im Jahr 2000 von der FDA erteilte Zulassung für Mifepriston in den USA überhaupt (also auch für medizinisch indizierte Schwangerschaftsabbrüche) ein. Die American Medical Association, Amerikas größte Ärzte-Interessenvertretung, warnte im Februar 2023 vor einem Verbot von Mifepriston. Am 7. April 2023 hob der Bundesrichter für den nördlichen Bezirk von Texas Matthew J. Kacsmaryk, der von US-Präsident Donald Trump nominiert worden war, die Zulassung für Mifepriston in den USA auf. In einem anderen Gerichtsverfahren im Bundesstaat Washington, in dem 18 Justizminister der Demokratischen Partei die Aufhebung sämtlicher Beschränkungen fordern, wies wenige Stunden später der dortige, noch von Präsident Barack Obama nominierte Bundesrichter Thomas O. Rice die FDA jedoch an, Mifepriston weiterhin verfügbar zu halten.
Am 13. Juni 2024 entschied der Oberste Gerichtshof der Vereinigten Staaten, dass Mifepriston weiterhin breit zugänglich bleibt, da der Kläger kein Recht zur Überprüfung der Medikamentenzulassung habe.